# シモーネ・ロサルバ
シモーネ・ロサルバ（Simone Rosalba, 1976年1月31日 - ）は、イタリアの男子バレーボール選手。パオラ出身。ポジションはウイングスパイカー。元イタリア代表。

## 来歴
1993年、セリエA・ラヴェンナへ入団。1995年にイタリア代表に選出され、同年6月9日、トリエステで行われたギリシャ戦で代表デビューを飾った。
1990年代後半から2000年にかけてイタリア代表を務め、1998年世界選手権で金メダル、1999年欧州選手権で優勝、2000年シドニーオリンピックで銅メダルを獲得した。ワールドリーグでは4度の優勝を飾った。
セリエAではマチェラータ在籍時の2001年にコッパ・イタリアとCEVカップで優勝。2008年からはセリエA2でプレーし、ラティーナ在籍時の2009年にコッパ・イタリアA2優勝を経験。同年チッタ・ディ・カステッロへ移籍した。

## 球歴
- オリンピック - 2000年（銅メダル）
- 世界選手権 - 1998年（金メダル）
- ワールドリーグ - 1995年、1997年、1999年、2000年（優勝）
- 欧州選手権 - 1999年（優勝）

## 所属クラブ
- ポルト・ラヴェンナ・バレー （1993-1997年）
- ルーベ・マチェラータ （1997-2001年）
- アシステル・バレー・ミラノ （2001-2003年）
- パッラヴォーロ・ピアチェンツァ （2003-2004年）
- カッリポ・ヴィボ・ヴァレンツィア （2004-2006年）
- Mローマ・バレー （2006-2007年）
- スパークリング・ミラノ （2007-2008年）
- トップ・ラティーナ （2008-2009年）
- パッラヴォーロ・チッタ・ディ・カステッロ （2009-2013年）